# Atlantisch orkaanseizoen 1640-1659
Hoewel data niet voor iedere voorgekomen storm beschikbaar zijn uit het Atlantisch orkaanseizoen 1640-1659, waren sommige delen van de kustlijn bevolkt genoeg om betrouwbare gegevens te verzamelen over de waargenomen orkanen. Elk seizoen was een jaarlijkse cyclus van tropische cycloon-formaties in de Atlantisch stroomgebied. De meest tropische cycloonformaties vonden plaats tussen 1 juni en 30 november.

## Stormen
| Jaar | Locatie                       | Datum        | Dodental | Schade/Opmerkingen                                        |
| ---- | ----------------------------- | ------------ | -------- | --------------------------------------------------------- |
| 1640 | Cuba                          | 11 september | onbekend | Nederlandse aanvalsvloot voor Havana uit verband geslagen |
| 1641 | Hispaniola, Florida           | 24 september | veel     | 12+ schepen verloren                                      |
| 1642 | Hispaniola, Florida           | september    | veel     | bemanning van 22 schepen verdronken                       |
| 1644 | westen van Cuba, Florida Keys | oktober      | 1500     | onbekend                                                  |
| 1649 | Virginia                      | onbekend     | onbekend | oogst-schade (tabak)                                      |
| 1650 | Saint Kitts                   | onbekend     | 28       | van 2 orkanen                                             |
| 1652 | Benedenwindse Eilanden        | 23 september | onbekend | 3 schepen met bemanning vermist                           |
| 1653 | Barbados, St. Vincent         | 13 juli      | veel     | 1 schip met bemanning verloren                            |
| 1656 | Guadeloupe                    | onbekend     | onbekend | iedere boot aan het anker is veranderd in een scheepswrak |
| 1657 | Guadeloupe, Bahama's          | onbekend     | onbekend | 2 schepen gezonken                                        |